# Скулимовская, Мария Михайловна
Ма́рия Миха́йловна Скулимо́вская (укр. Марія Михайлівна Скулимовська; 1901 год — 1993) — колхозница, звеньевая Жашковского свеклосовхоза Министерства пищевой промышленности СССР, Жашковский район Киевской области. Герой Социалистического Труда (1948).

## Биография
Родилась в 1901 году в многодетной крестьянской семье. Трудовую деятельность начала в 12-летнем возрасте. Вместе с подругами ходила на заработки к помещикам. В 1929 году переехала в село Ольшанка Жашовского района, где стала трудиться в местном колхозе. За работу в колхозе была награждена в 1945 году медалью «За трудовое отличие». Была назначена звеньевой свекловодческой бригады.
В 1947 году, звено руководимое Марией Скулимовской, собрало в среднем по 616 центнеров сахарной свеклы с каждого гектара. За эти выдающиеся трудовые достижения была удостоена в 1948 году звания Героя Социалистического Труда.
Скончалась в 1993 году.

## Награды
- Герой Социалистического Труда — указом Президиума Верховного Совета СССР от 30 апреля 1948 года
- Орден Ленина
- Орден Трудового Красного Знамени
- Медаль «За трудовое отличие»